# VotenaWeb
O VotenaWeb é uma página na Internet criada para publicização dos projetos de lei do Congresso Nacional do Brasil, onde o cidadão pode conhecer os projetos através de um breve resumo e votar, simbolicamente, se concorda ou não com as proposições dos parlamentares. Só poderão votar usuários registrados.
O site foi desenvolvido por uma empresa que tem como foco o emprego de tecnologias digitais para a criação de canais de participação de cidadãos em instituições, privadas ou governamentais, chamada Webcitizen. O VotenaWeb foi lançado no dia 14 de novembro de 2009, durante o TEDx São Paulo. Uma das principais características do site é o fato de que os projetos de lei do Congresso Nacional são traduzidos para uma linguagem mais simples e objetiva, permitindo que os usuários acompanhem as discussões da Câmara dos Deputados do Brasil e do Senado Federal.
O resultado da votação, Sim ou Não, pelos usuários, é visualizado em gráficos. Além disso, é possível que os internautas comparem seus votos entre si e com os dos deputados e senadores.
Os projetos são lidos por analistas, que produzem um sumário e um resumo de cada um deles. São então abertos à votação por parte dos usuários e atualizados com os votos dos deputados e senadores tão logo passem pelas casas do Congresso.
Em maio de 2010 o projeto foi convidado a ser apresentado no evento Gov 2.0 Expo em Washington, D.C., o qual é co-produzido pela O'Reilly Media Inc. e UBM TechWeb. O VotenaWeb foi o único representante brasileiro convidado a participar deste evento que teve como objetivo divulgar ferramentas de internet que estimulam a participação da sociedade na política.
Após a apresentação do projeto em Washington, a Webcitizen foi convidada pela ONU a participar também de um workshop sobre engajamento cívico em Barcelona entre os dias 21 e 23 de junho denominado “Envolvendo os cidadãos na Gerência de Desenvolvimento e Governança Pública para a realização dos Objetivos de Desenvolvimento do Milênio”.

## Ferramentas
O Votenaweb é composto pelas seguintes seções de navegação: Votar, Arquivo, Políticos e Registre-se.

## Votar
A seção Votar apresenta o resumo do Projeto de Lei (PL), o autor, o tipo, a origem, a data de apresentação, a data de votação no congresso e a situação no Congresso Nacional. O usuário tem a opção de ler o projeto de lei na íntegra, que direciona para o texto completo do PL. Também é possível seguir o projeto, ou seja, receber atualizações no e-mail cadastrado toda vez que houver  alterações no texto do PL.
Além disso, oferece a subseção Participe, onde o usuário pode comentar o projeto de Lei, enviar o mesmo para um amigo, compartilhar no Twitter e/ou Facebook. É possível também visualizar um mapa indicando a origem do voto por estado brasileiro.
O site disponibiliza a comparação da afinidade dos votos dos usuários com a dos políticos e de partidos. Outra opção é mandar email para o parlamentar que propôs o projeto.